# Treme
Treme è una serie televisiva drammatica statunitense, creata da David Simon e Eric Overmyer. Va in onda sul canale via cavo HBO a partire dall'11 aprile 2010. In Italia è inedita.

## Trama
La serie è ambientata a New Orleans, tre mesi dopo la devastazione prodotta dall'uragano Katrina, e segue gli sforzi degli abitanti del quartiere di Treme nel riprendere il controllo delle proprie vite.

## Personaggi e interpreti
- Antoine Batiste (stagioni 1-4), interpretato da Wendell Pierce.
- LaDonna Batiste-Williams (stagioni 1-4), interpretata da Khandi Alexander.
- Antoinette "Toni" Bernette (stagioni 1-4), interpretata da Melissa Leo.
- Creighton Bernette (stagioni 1-4), interpretato da John Goodman.
- Janette Desautel (stagioni 1-4), interpretata da Kim Dickens.
- Albert "Big Chief" Lambreaux (stagioni 1-4), interpretato da Clarke Peters.
- Delmond Lambreaux (stagioni 1-4), interpretato da Rob Brown.
- Davis McAlary (stagioni 1-4), interpretato da Steve Zahn.
- Annie Tallarico (stagioni 1-4), interpretata da Lucia Micarelli.
- Sonny (stagioni 1-4), interpretato da Michiel Huisman.
- Sofia Bernette (stagioni 2-4, ricorrente 1), interpretata da India Ennenga.
- Terry Colson (stagioni 2-4, ricorrente 1), interpretato da David Morse.
- Nelson Hidalgo (stagioni 2-4), interpretato da Jon Seda.

## Episodi
| Stagione         | Episodi | Prima TV originale | Prima TV Italia |
| ---------------- | ------- | ------------------ | --------------- |
| Prima stagione   | 10      | 2010               | inedita         |
| Seconda stagione | 11      | 2011               | inedita         |
| Terza stagione   | 10      | 2012               | inedita         |
| Quarta stagione  | 5       | 2013               | inedita         |